# All-Ireland Senior Football Championship 1930
L'All-Ireland Senior Football Championship 1930 fu l'edizione numero 44 del principale torneo di calcio gaelico irlandese. Kerry batté in finale Monaghan ottenendo il nono trionfo della sua storia.

## Semifinali
| Roscommon 24 agosto 1930 | Kerry | 1-09 – 1-04 | Mayo |  |

| Dublino 24 agosto 1930 | Monaghan | 1-06 – 1-04 | Kildare | Croke Park |

### Finale
| Dublino 28 settembre 1930 | Kerry | 3-11 – 0-02 | Monaghan | Croke Park (33280 spett.) |